# Московский сельсовет (Ставропольский край)
Моско́вский сельсове́т — упразднённое сельское поселение в составе Изобильненского района Ставропольского края Российской Федерации.

## География
Находилось в восточной части Изобильненского района. Территория муниципального образования составляла 18 500 га, из них земли населенных пунктов — 3481 га.

## История
С 1 мая 2017 года, согласно Закону Ставропольского края от 14 апреля 2017 № 35-кз, все муниципальные образования, входящие в состав Изобильненского муниципального района Ставропольского края, — городские поселения город Изобильный, посёлок Рыздвяный, посёлок Солнечнодольск, сельские поселения станица Баклановская, Каменнобродский сельсовет, Московский сельсовет, Новоизобильненский сельсовет, станица Новотроицкая, Передовой сельсовет, Подлужненский сельсовет, село Птичье, Рождественский сельсовет, хутор Спорный, Староизобильненский сельсовет, село Тищенское, — были преобразованы, путём их объединения, в Изобильненский городской округ.

## Население
| 1989  | 2002  | 2010  | 2011  | 2012  |
| ----- | ----- | ----- | ----- | ----- |
| 5636  | ↗6499 | ↗6782 | ↘6718 | ↗6784 |
| 2013  | 2014  | 2015  | 2016  | 2017  |
| ↘6736 | ↘6678 | ↗6730 | ↗6840 | ↗6927 |

### Национальный состав
По итогам переписи населения 2010 года на территории поселения проживали следующие национальности (национальности менее 1 %, см. в сноске к строке «Другие»):
| Национальность | Численность | Процент |
| -------------- | ----------- | ------- |
| Русские        | 5530        | 81,54   |
| Армяне         | 434         | 6,40    |
| Цыгане         | 169         | 2,49    |
| Украинцы       | 82          | 1,21    |
| Даргинцы       | 73          | 1,08    |
| Другие         | 494         | 7,28    |
| Итого          | 6782        | 100,00  |

## Состав поселения
До упразднения муниципального образования в состав его территории входили 3 населённых пункта:
| № | Населённый пункт | Тип населённого пункта       | Население |
| - | ---------------- | ---------------------------- | --------- |
| 1 | Беляев           | хутор                        | ↘500      |
| 2 | Московское       | село, административный центр | ↗6985     |
| 3 | Найдёновка       | село                         | ↗700      |

## Местное самоуправление
- Совет депутатов сельского поселения Московский сельсовет, состоял из 10 депутатов, избираемых на муниципальных выборах по одномандатным избирательным округам сроком на 5 лет.
- Администрация сельского поселения Московский сельсовет.

Главы администрации
- c 8 октября 2006 года — Кульпинов Александр Николаевич, глава поселения.
- Берников Виктор Владимирович, глава поселения.

## Образование
- Средняя школа № 4.
- Детский сад № 42 «Теремок».
- Государственный агротехнический колледж

## Учреждения культуры
- Сельский дом культуры.

## Русская православная церковь
- Действующая церковь, построенная в 1839 году[источник не указан 2998 дней].

## Памятники
- Крепостной вал, воздвигнутый во времена завоевания Кавказа[18].
- Братская могила красных партизан и воинов советской армии, погибших в 1918 году[19].
- Братская могила 11 советских воинов, погибших в борьбе с фашистами. 1942—1943, 1959 года[20].